# Kicolo
Kikolo o Kicolo és una comuna del municipi de Cacuaco, a la província de Luanda.

## Economia

### Necessitats bàsiques
Els diferents règims dels estats colonial i independent d'Angola no han estat capaços de fer arribar a la població de les grans ciutats els productes necessaris per la seva supervivència. Històricament a Luanda s'ha establert una xarxa de mercat negre que ha fet aquesta funció. Després de l'acabament de la guerra civil, el 2002, l'administració ha creat o regenerat una sèrie de mercats oficials, en les grans poblacions. Un d'ells fou el de Kicolo.

### Sector Agroalimentari
Moagem de Trigo del Kikolo. Molí industrial inaugurat l'any 2011. Mol farina destinada a consum interior, ja que Angola és deficitària en aquest derivat.

### Bens i equipaments
La fàbrica i recuperadora de vidres FVK en Kicolo, produïa abans de 2014, 1400 tones anuals. Des de 2017 produeixen vidre laminat.

### Sector de Telecomunicacions
L'empresa Angola Cables treballa amb comunicacions via cable terrestre i submarina. També ofereix serveis a empreses.